# Йонне
Йонне (пол. Jonne) — село в Польщі, у гміні Лютоцин Журомінського повіту Мазовецького воєводства.
Населення — 278 осіб (2011).
У 1975-1998 роках село належало до Цехановського воєводства.

## Демографія
Демографічна структура станом на 31 березня 2011 року:
|          | Загалом | Допрацездатний вік | Працездатний вік | Постпрацездатний вік |
| -------- | ------- | ------------------ | ---------------- | -------------------- |
| Чоловіки | 148     | 37                 | 84               | 27                   |
| Жінки    | 130     | 23                 | 65               | 42                   |
| Разом    | 278     | 60                 | 149              | 69                   |